# Karl Doerner
Karl Paul Doerner (* 27. Juni 1903 in Freiburg im Breisgau; † 1987) war ein deutscher Jurist. Er war von 1932 bis 1933 persönlicher Referent des Reichsjustizministers Franz Gürtner. Später war er Leiter der Pressestelle bzw. Pressereferent des Reichs- und Preußischen Justizministeriums.

## Leben
Er war der Sohn des Prokuristen Theodor Doerner  und dessen Ehefrau Marie geborene Schubnell. Nach dem Besuch des Realgymnasiums in Stuttgart studierte Karl Doerner Rechtswissenschaften an den Universitäten Tübingen und Freiburg im Breisgau. Seit 1921 war er Mitglied der katholischen Studentenverbindung AV Cheruskia Tübingen im CV. 1924 legte er das Referendars-Examen ab und promovierte 1925 zum Dr. jur. Das Thema seiner Dissertation lautete „Der Einfluss der Metternich’schen Reaktionszeit auf die deutsche Strafrechtsentwicklung“. 1927 absolvierte er in Karlsruhe das Assessor-Examen und war daraufhin 1929 kurzzeitig als Staatsanwalt in Konstanz tätig. Von Oktober 1929 bis April 1933 war er als Hilfsarbeiter im Reichsjustizministerium in Berlin tätig. In dieser Zeit war er von Juni 1932 bis April 1933 persönlicher Referent des Reichsjustizministers Franz Gürtner. Im Mai 1933 erfolgte seine Versetzung als Landgerichtsrat an das Landgericht Karlsruhe. Im Oktober 1933 wurde er als Hilfsarbeiter in das Reichsjustizministerium nach Berlin zurückgerufen, wo er u. a. auf dem Gebiet des internationalen Strafrechts und der Ehrengerichtsbarkeit tätig wurde. Im Juni 1934 erfolgte die Ernennung von Karl Doerner zum Oberregierungsrat. Als solcher war er Leiter der Pressestelle des Reichsjustizministeriums. 1941 wurde er an das Finanzamt Nürtingen versetzt. Als er 1943 die fünfte Auflage seiner Textausgabe der Reichs-Strafprozeßordnung veröffentlichte, war er Ministerialrat im Reichsjustizministerium, stand aber im Felde, weshalb er bei der Neubearbeitung von seinem Kollegen Carl Creifelds unterstützt wurde.
Nach dem Zweiten Weltkrieg ging er nach Pforzheim, wo er 1948 zunächst bei seinen Schwiegereltern eine Rechtsanwaltskanzlei gründete. 1954 zog er mit seiner Kanzlei in das neu errichtete Industriehaus Pforzheim.

## Schriften (Auswahl)
- Der Einfluss der Metternich’schen Reaktionszeit auf die deutsche Strafrechtsentwicklung, 1925.
- Die Reichs-Strafprozeßordnung nebst Gerichtsverfassungsgesetz und den wichtigsten Nebengesetzen, Verlag Walter de Gruyter & Co., Berlin, 5. Auflage 1943 (mit Unterstützung von Carl Creifelds)